# Bourg-Achard
Bourg-Achard – miejscowość i gmina we Francji, w regionie Normandia, w departamencie Eure.
Według danych na rok 1990 gminę zamieszkiwało 2255 osób, a gęstość zaludnienia wynosiła 183 osoby/km² (wśród 1421 gmin Górnej Normandii Bourg-Achard plasuje się na 101. miejscu pod względem liczby ludności, natomiast pod względem powierzchni na miejscu 231.).